# Roberto Leal Lobo e Silva Filho
Roberto Leal Lobo e Silva Filho, carioca, foi reitor da Universidade de São Paulo de 1990 a 1993, sendo o único detentor deste cargo a renunciar ao mesmo, poucos meses antes de terminar seu mandato. Antes disso, fora diretor do Instituto de Física e Química de São Carlos, também pertencente à USP, de onde saiu para se tornar vice-reitor de José Goldemberg, à morte do vice-reitor Ricciardi Cruz, em 1988. Lobo também foi diretor do Centro Brasileiro de Pesquisas Físicas, no Rio de Janeiro, e do CNPq, em Brasília.

## Início
Assumiu a Reitoria quase ao mesmo tempo que Fernando Collor lançava um plano de estabilização monetária fortemente recessivo, o que produziu um contraste de base entre sua gestão e a anterior, do professor José Goldemberg, que conseguira um grande empréstimo do Banco Interamericano de Desenvolvimento para modernizar a USP. Os recursos escasseavam e foi dada importância ao melhor uso possível dos que fossem disponíveis. A avaliação do desempenho acadêmico foi estimulada.

## Renúncia
Em 1993, foi convidado a ser secretário de Ciência e Tecnologia do governador Luiz Antônio Fleury Filho e comunicou esse fato ao Conselho Universitário; contudo, poucos dias depois, o governador nomeava o empresário Delben Leite, num ato de desrespeito que ficou inexplicado.
Os opositores ao Reitor, que tinha como candidato seu pró-reitor de Pesquisa, Erney Plessmann de Camargo, se congregaram em torno do diretor da Fapesp, Flávio Fava de Moraes, e iniciaram prontamente a campanha pela sucessão. Desgostoso com os boatos que corriam, Lobo renunciou ao cargo. Fava, nas eleições pelos conselhos centrais da USP dois meses depois, ganhou o maior número de votos e foi nomeado pelo governador Fleury.

## Consultoria
Roberto Lobo tornou-se consultor e, alguns meses depois, foi convidado a dirigir a Universidade de Mogi das Cruzes, particular. A mudança foi radical, com ingresso de professores com doutorado e demissão de docentes que não se haviam atualizado. Permaneceu quatro anos como Reitor, deixando a Universidade quando sentiu que a mantenedora não desejava mais dar continuidade ao projeto de capacitação da instituição. Desde então dirige uma consultoria, Lobo & Associados, que trabalha sobretudo com instituições de ensino superior privadas não-lucrativas, como as confessionais e comunitárias. Sua principal sócia e colaboradora é sua esposa, Maria Beatriz de Mello Lobo. Todavia, em 2016 Roberto Lobo fechou a consultoria e emigrou para os Estados Unidos.